# Eliana Burki
Pour les articles homonymes, voir Burki.
Eliana Burki, née le 13 septembre 1983 à Feldbrunnen (canton de Soleure) et morte le 24 avril 2023, est une musicienne suisse, connue pour son jeu non traditionnel du cor des Alpes.

## Biographie
À l'âge de six ans, Eliana Burki se passionne pour le cor des Alpes,,. Elle apparaît en public pour la première fois, à l'age de neuf ans, à l’occasion d'un festival de Yodel à Schönenwerd où elle est la seule femme. 
N’aimant pas le comportement traditionnel à l’égard du cor des Alpes, Eliana Burki décide de l'utiliser pour d'autres styles de musique, comme le tango, le rock, le blues, le funk, la musique pop ou le jazz,,,,.  
À seize ans, elle abandonne sa formation d'auxiliaire vétérinaire pour étudier le piano et le chant à l’Académie de musique de Bâle, le cor des Alpes ne figurant pas parmi les instruments enseignés. En parallèle, elle donne des concerts classiques de cor des Alpes en tant que soliste avec différents orchestres.  
En plus de son activité de musicienne, Eliana Burki pratique bénévolement la musicothérapie dans une clinique pour enfants de Davos. Grâce à ses cours de cor des Alpes, elle aide les enfants atteints de mucoviscidose. La technique de respiration utilisée favorise la guérison physique et mentale des enfants.  
Elle se produit dans de nombreux pays,,. 
En 2008, Eliana Burki s’installe dans l'ancien théâtre de La Neuveville. 
Eliana Burki et son groupe sont programmés pour des représentations dans le monde entier. Elle a fait des apparitions spéciales lors du tirage au sort de l'équipe pour l'Euro 2008 et en tant qu'ambassadrice de la musique suisse. En 2007 sort son CD Heartbeat, produit par David Richards et enregistré aux Mountain Studios. Vient ensuite l'album Travellin' Root, produit par John Boylan, en 2011. 
Sur l'album Alpine Horn Symphonic sorti en 2012, on peut l'entendre en tant que soliste avec l'Orchestre de la radio de Munich sous la direction de Johannes Schlaefli, dans des œuvres de Daniel Schnyder, de Jean Daetwyler et d'elle-même. En 2016, son album Arcardia est produit en collaboration avec le producteur Christian Lohr et le Solis String Quartet. 
Eliana Burki vivait entre Soleure en Suisse et Los Angeles aux États-Unis. 
Elle est mère de deux enfants : Nala-Emily née en 2019 et Frances-Lee né en 2022 . 
Elle meurt à l'âge de trente-neuf ans d'une tumeur du cerveau le 24 avril 2023.